# Massimo Ziboli
Massimo Ziboli est un astronome amateur italien.

## Biographie
Le Centre des planètes mineures le crédite de la découverte de quatre astéroïdes, effectuée entre 1998 et 1999, dont une avec la collaboration d'Emiliano Mazzoni.
| (29907) 1999 JD     | 1er mars 1999    |
| (41056) 1999 VX20   | 9 novembre 1999  |
| (69977) Saurodonati | 28 novembre 1998 |
| (121646) 1999 WZ7   | 27 novembre 1999 |